# Objaw Fromenta
Objaw Fromenta (ang. Froment's sign) – objaw związany z niedowładem mięśnia przywodziciela kciuka, spowodowany zaburzeniem funkcji nerwu łokciowego.
Chory poprzez skurcz przywodziciela kciuka próbuje utrzymać kartkę papieru pomiędzy powierzchnią łokciową wyprostowanego kciuka z powierzchnią promieniową stawu śródręcznopaliczkowego palca drugiego, natomiast badający próbuje tę kartkę wyciągnąć. Objaw występuje, gdy chory, w celu utrzymania kartki, zgina kciuk w stawie międzypaliczkowym.